# Napoléon Maret
Pour les autres membres de la famille, voir Famille Maret de Bassano.
Pour les articles homonymes, voir Maret et Bassano.
Napoléon Joseph Hugues Maret, duc de Bassano (3 juillet 1803 à Paris - 21 mai 1898 à Paris), est un diplomate puis homme politique français du XIXe siècle.

## Biographie
Napoléon Maret est le fils aîné de Hugues-Bernard Maret, secrétaire d'État de Napoléon Ier, ministre des Relations extérieures en 1811 puis pair de France en 1831.
Il entre dans la vie publique après la révolution de 1830. Il s'engage comme simple volontaire au moment de la campagne de Belgique, assiste au siège de la citadelle d'Anvers et y gagne la croix de chevalier de la Légion d'honneur.
Aussitôt après, il est nommé secrétaire d'ambassade en Belgique, assiste aux dernières négociations du mariage du prince Léopold de Saxe-Cobourg (futur Léopold Ier de Belgique) avec Louise-Marie, fille aînée de Louis-Philippe Ier, et passe ensuite en Espagne.
Appelé, en 1847, aux fonctions de ministre plénipotentiaire à Cassel, il fut envoyé, en 1849, comme ministre plénipotentiaire et envoyé extraordinaire près de Léopold Ier, grand-duc de Bade.
L'avènement de la deuxième République l'écarte quelques mois des affaires.
Il reçoit du prince-président, au commencement de 1852, la même situation auprès du roi des Belges, et entre au Sénat le 31 décembre 1852, après la proclamation du Second Empire (2 décembre). Il avait été fait, le 7 août 1852, commandeur de la Légion d'honneur.

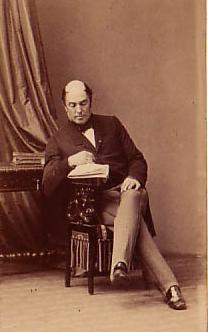
Le duc de Bassano, par Disderi.

Peu après, le duc de Bassano abandonne la diplomatie pour devenir grand chambellan de Napoléon III, et reçoit, le 30 décembre 1855, la plaque de grand officier de la Légion d'honneur.
À la cour, le duc de Bassano est aussi aimé qu'estimé par tous ceux à qui il était donné de l'approcher. Les chambellans lui sont profondément attachés et ne peuvent lui reprocher qu'une seule chose : sa trop grande indulgence pour eux. Il était de taille élevée, mince, d'une rare distinction, et avait grand air sous le brillant uniforme de Grand chambellan.

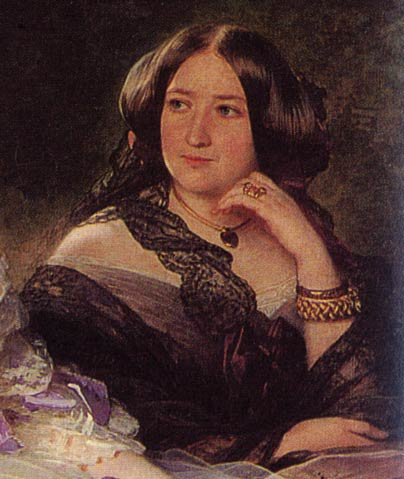
Pauline van der Linden d'Hooghvorst par Winterhalter, extrait du tableau L'Impératrice Eugénie et ses dames d'honneur de Winterhalter, 1855.

Il épouse le 25 octobre 1843 à Meise (Belgique),  Mlle Pauline d'Hooghvorst (23 octobre 1814, Meise, + 9 décembre 1867, Meise), fille de Emmanuel van der Linden, comte de Hombeek, baron d'Hooghvorst, d'une des premières familles de Belgique. Grande, un peu forte, la duchesse de Bassano a la physionomie la plus aimable et la plus sympathique. Elle est l'unique dame d'honneur de l'Impératrice Eugénie jusqu'à sa mort en 1867 où elle fut remplacée par la comtesse Walewska. Le duc et la duchesse étaient en tous points des modèles de correction, de tenue et d'honorabilité de vie ; quant à leur dévouement à leurs souverains, il était absolu. Pauline mourut jeune encore, laissant son mari et ses enfants dans la plus profonde douleur. 
Après les événements de 1870, le duc de Bassano reste attaché à l'Empereur, puis après la mort de celui-ci, à l'Impératrice, qu'il ne quitte que lorsque, âgé de plus de quatre-vingts ans sa vue étant très affaiblie et ayant une certaine peine à se conduire, il dut se retirer chez ses enfants.

### Vie familiale
Napoléon Hugues Joseph était le fils aîné de Hugues-Bernard Maret (1763-1839), secrétaire d'État de Napoléon Ier, ministre (1811) puis pair de France (1831) et de Marie Madeleine Lejéas (1780-1827), fille de Martin Lejéas-Carpentier (maire de Dijon), dame du palais de l'Impératrice Joséphine (1804-1810), puis de l'Impératrice Marie-Louise (1810-1814).
Il épousa, le 25 octobre 1843 à Meise (ville où son beau-père était bourgmestre), Pauline Marie Ghislaine van der Linden d'Hooghvorst (23 septembre 1814, Meise - 9 décembre 1867, Meise), 1re dame d'honneur de l'impératrice Eugénie (décret du 25 janvier 1853), fille d'Emmanuel van der Linden d'Hoogvorst (7 juin 1781, Bruxelles - 15 avril 1866, Bruxelles), comte de Hombeek, baron d'Hooghvorst, membre du gouvernement provisoire de Belgique (1830-1831), membre du Congrès national belge, général en chef commandant la garde civique du royaume, décoré de la Croix de fer, commandeur de l'ordre de Léopold.
Ensemble, ils eurent :
- Napoléon Hugues Charles Marie Ghislain (8 novembre 1844 - Meise ✝ 8 mai 1906 - Paris), marquis de Bassano, puis 3e duc de Bassano et 3e comte Maret (transmission des titres de duc et comte de l'Empire autorisée par arrêté ministériel du 30 novembre 1898[2]), marié le 26 août 1872 (Kensington, Middlesex), avec Clara Symes (28 mai 1845 - Québec (Canada) ✝ 15 janvier 1922 - Paris XVIe), dont :
  - Pauline Marie Anne Claire Ghislaine (17 novembre 1873 - Londres ✝ 10 août 1956 - Paris XVIe), dame d'honneur de Clémentine (1817-1907), princesse d'Orléans et de Saxe-Cobourg et Gotha, sans union ni postérité ;
  - Marie Ghislaine Claire, dite Clara (27 novembre 1874 - Londres ✝ 4 juin 1953 - East Grinstead, Sussex), mariée avec M. Blount, dont postérité. Leurs deux filles n'ont en revanche pas eu d'enfants ;
  - Marie Claire Antonine Ghislaine (14 novembre 1879 - Londres ✝ 25 avril 1965 - Louye, Mesnil-sur-l'Estrée), mariée avec Louis Charles Joseph (7 janvier 1875 - Paris ✝ 19 août 1944 - Louye), comte de Salviac de Viel Castel, maire de Louye, Chevalier de la Légion d'honneur, Croix de Guerre (1914-1918), dont postérité, famille des comtes Lepic et des comtes d'Orglandes.
- Marie Louise (19 février 1846 - Bruxelles ✝ 27 novembre 1918 - Bruxelles), mariée le 20 juin 1864 (Paris Ier, avec son cousin Edmond (6 octobre 1840 - Saint-Georges-sur-Meuse, Belgique ✝ 5 mai 1890 - Bruxelles), baron van der Linden d'Hooghvorst, dont postérité ;
- Caroline (9 avril 1847 - Bruxelles ✝ 27 octobre 1938 - Bruxelles), mariée le 7 septembre 1871 (Paris) avec Antonin de Viel de Lunas, marquis d'Espeuilles (19 mai 1831 ✝ 21 novembre 1913 - Château de La Montagne, Saint-Honoré-les-Bains), saint-Cyrien (promotion de Kabylie, 1850-1852), Général de division, sénateur de la Nièvre, Grand officier de la Légion d'honneur, dont postérité : Pauline de Viel de Lunas d'Espeuilles, Marquise de Castéja (1876-1948), Madeleine de Viel de Lunas d'Espeuilles (1878-1959), Marie de Viel de Lunas d'Espeuilles (née en 1879) et Antonin Christian de Viel de Lunas d'Espeuilles (1881-1972).

## Fonctions
- Secrétaire d'ambassade en Belgique (1832), puis en Espagne ;
- Ministre plénipotentiaire à Cassel (Hesse) (1847) ;
- Ministre plénipotentiaire et envoyé extraordinaire près de Léopold Ier, grand-duc de Bade (1849) ;
- Ministre plénipotentiaire et envoyé extraordinaire de France à Bruxelles (1852) ;
- Sénateur du Second Empire (31 décembre 1852) ;
- Grand chambellan de Napoléon III.

## Titres
- 2e duc de Bassano ;
- 2e comte Maret.

## Distinctions
- Légion d'honneur :
  - Chevalier (1832), puis,
  - Commandeur (7 août 1852), puis,
  - Grand officier de la Légion d'honneur (30 décembre 1855) ;
- Ordre de Léopold :
  - Chevalier (31 janvier 1834), puis,
  - Officier (22 mars 1842), puis,
  - Commandeur (2 janvier 1848);
- Grand' Croix de l'Ordre de l'Immaculée Conception de Vila Viçosa ;
- Grand' Croix de l'Ordre de Pie IX ;
- Grand' Croix de l'Ordre de la fidélité du Grand Duché de Bade.

## Armoiries
| Image | Blasonnement |
| ----- | --- |
|       | Armes des Ducs de Bassano Coupé : un I, tiercé en pal d'or, de gueules et d'argent ; au franc-canton brochant des Comtes Ministres ; coupé de gueules, à une main ailée d'or écrivant avec une épée d'argent ; sur-le-tout d'argent, à la colonne de granit, accostée de deux lions de gueules, la queue fourchée, passée en sautoir et surmontée d'une couronne civique de chêne, au naturel ; au chef des Ducs de l'Empire brochant. |